# 순천 선암사 불조전
순천 선암사 불조전(順天 仙巖寺 佛祖殿)은 대한민국 전라남도 순천시 승주읍 죽학리, 선암사에 있는 조선시대의 건축물이다. 2008년 9월 19일 전라남도의 유형문화재 제295호로 지정되었다.

## 개요
순천 선암사 불조전은 정면 3칸의 익공계 팔작집으로 사역내의 여러 전각 가운데에서도 비교적 이른 시기에 건립된 조선후기 건물로 건립 연대에 관한 자료가 확인되고 가구는 보조가구재를 채용하여 구조적 안정성을 증대시켰고, 공포는 출목익공의 중요한 사례로써 사내 다른 전각의 것과 함께 건축학적으로 충분한 연구가치가 있으며 보존상태도 양호하다.

## 참고 문헌
- 순천 선암사 불조전 - 국가유산청 국가유산포털